# Angkor
Angkor es una región de Camboya que alojó las sucesivas capitales del Imperio jemer durante su época de esplendor. El denominado Imperio angkoriano dominó el Sudeste Asiático, desde el mar de China hasta el golfo de Bengala, entre los siglos IX y XV de nuestra era. Sus monumentos y templos, declarados Patrimonio de la Humanidad por la Unesco en el año 1992, se encuentran cerca de la actual ciudad de Siem Riep. 
Solo recientemente esta área ha sido recuperada de la selva, con la excepción de su templo más importante, el templo de Angkor Wat, que aunque dedicado originalmente al dios hindú Vishnú, nunca llegó a abandonarse, siendo mantenido desde hace siglos por monjes budistas. Varios países han participado en las labores de reconstrucción de los templos, siendo los principales responsables los arqueólogos de la École Française d'Extreme Orient ('Escuela Francesa de Extremo Oriente'), cuya labor se remonta a 1908.
Angkor es una antigua palabra del sánscrito para referirse a ciudad; las palabras thom y wat son del actual Idioma jemer para "grande" y "pagoda" respectivamente. Así pues Angkor Thom se puede entender como la Gran Ciudad y Angkor Wat como la Ciudad del Templo.

## Historia
La zona de Angkor estuvo habitada por pequeños pueblos desde el siglo I d. C., pero su época dorada se inicia en año 802 d. C., cuando el rey Jayavarman II somete las tribus circundantes, creando un único reino del que se declara Devaraja o rey-dios. Para reforzar la imagen de su ascendencia divina, empieza a construir grandes obras religiosas, iniciando una tradición que continuarán sus sucesores durante siglos, produciendo multitud de templos hasta el abandono de la zona, a mediados del siglo XV, y motivado por causas todavía no del todo esclarecidas.
El primer templo de la zona fue el Preah Ko, de finales del siglo IX, edificado en honor al propio rey Jayavarman II. Poco después, por encargo del rey Indravarman I se erige uno de los complejos más grandes y representativos; el Bakong. Este templo estableció las características principales que definirían el estilo de la arquitectura de Angkor, y que permanecerían sin grandes cambios hasta la llegada de la religión budista. 
Entre los años 889 y 915, el rey Yasovarman I establece la capital en la ciudad de Yasodharapura (en sánscrito: "ciudad sagrada"), y junto a ella se edificará siglos más tarde Angkor Wat, el templo más importante de Angkor, erigido por Suryavarman II a principios del siglo XII y convertido en icono de la cultura Camboyana. El periodo de mayor esplendor de Angkor se corresponde con el reinado de Jayavarman VII, quien amplió las fronteras del imperio y mandó construir los templos de Bayón, Ta Prohm y Preah Khan entre los años 1181 y 1220 d. C. y ya bajo la religión budista. Parte de estos templos fueron finalizados bajo el reinado de su sucesor, Indravarman III y luego parcialmente destruidos tras la reconversión al hinduismo del rey Jayavarman VIII a finales de siglo XIII. El reinado de este monarca marcaría el final de la época de esplendor de Angkor, que sufriría repetidas invasiones en los años siguientes: los mongoles de Kublai Kan por el norte, en el año 1283, y los siameses por el este en repetidas ocasiones, acosaron al imperio Jemer. Con el rey Srindravarman el estado retornó a la religión budista, esta vez de la rama Theravada, que es la religión que ha permanecido en Camboya hasta la actualidad. Tras la finalización del reinado de Srindravarman, en 1327, Angkor entra en una etapa de recesión, que culminará en el abandono de la capital hacia la actual Nom Pen en 1432.
Angkor será nuevamente habitada por un breve período: en 1550 el rey Ang Chan se establece allí, aunque la capital del imperio permanecerá en la ciudad de Lovek, e incluso en 1576 la corte se llega a trasladar a Angkor, pero finalmente, en 1594 el imperio es conquistado por los siameses, y Angkor definitivamente abandonada.
En la zona de Angkor hay contabilizados un total de 910 monumentos.

## Religión
La primitiva religión animista/politeísta Jemer fue progresivamente suplantada por las religiones provenientes de la India, cuyos comerciantes debían pasar varios meses en Camboya en espera de que finalizase la temporada de lluvias para retornar a su país. El hinduismo fue la religión dominante hasta el siglo XII, fecha en la que ya habían sido erigidos la mayoría de los templos. La organización y construcción de los templos tiene su origen simbólico en el Monte Meru, considerado como el hogar de los Dioses y el centro del universo hindú, por lo que la mayoría de los templos de este período tratan de representar el ascenso al monte, con escaleras muy pronunciadas que simbolizan el ascenso a la montaña sagrada, mientras que los templos elevados y sus característicos remates evocan la cima de la montaña.
A partir de la entrada del budismo en el siglo XII, los templos se tornan más horizontales, y las imágenes de Buda reemplazan la iconografía anterior. En Angkor se dan varios casos de templos de origen hinduista que posteriormente fueron reformados como templos budistas.
Hasta la llegada del budismo, el Dios más importante del panteón jemer fue Shivá, seguido de Vishnú.
A pesar de que en la actualidad el budismo practicado en Camboya es fundamentalmente de la rama Theravāda, en la época jemer se profesaba el budismo Mahāyāna.

## Templos

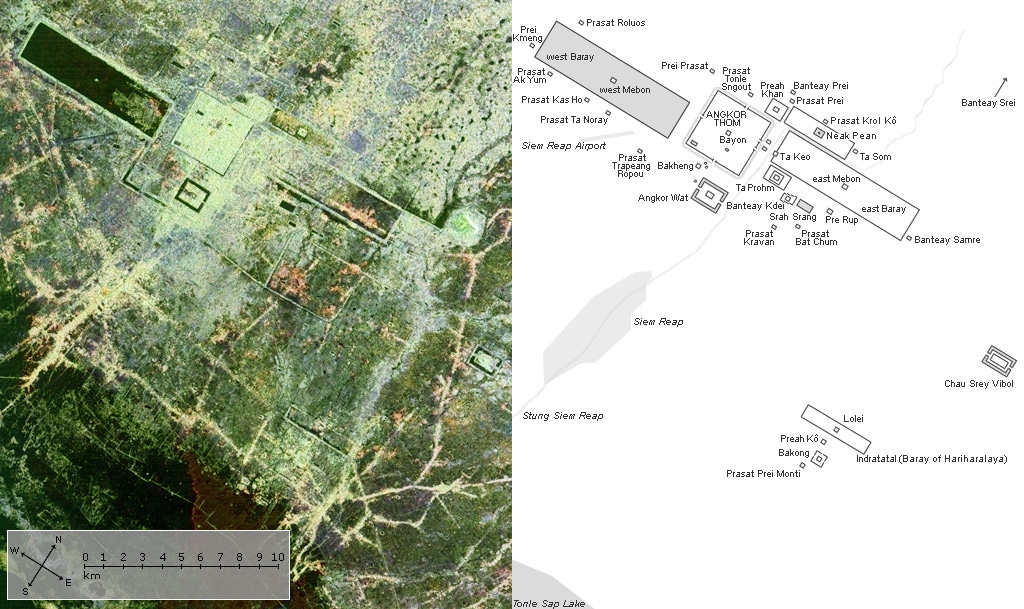
Plano de ubicación de los principales templos.

El área se compone de varios sitios arqueológicos de gran importancia:
- Angkor central
  - Angkor Vat
  - Ta Prohm
  - Phnom Bakheng
  - Baksei Chamkrong
  - Prasat Bei
  - Thma Bay Kaek
  - Angkor Thom
    - Baphuon
    - Bayón
    - Phimeanakas
    - Terraza de los Elefantes
    - Terraza del rey leproso
    - Tep Pranam
    - Preah Palilay
    - Preah Pithu
    - Prasat Suor Prat
    - Mangalārtha
    - los Khleang
- Angkor oriental
  - Thommanon
  - Chau Say Tevoda
  - Spean Thma
  - la capilla del hospital
  - Ta Keo
  - Ta Prohm (Rājavihara)
  - Kutiçvara
  - Banteay Kdei
  - Srah Srang
  - Prasat Kravan
  - Bat Chum
- Baray oriental
  - Preah Rup
  - Mebon oriental
  - Banteay Samré
- Angkor nororiental
  - Preah Khan
  - Neak Pean
  - Krol Ko
  - Ta Som
- Baray occidental
  - Mebon occidental
  - Ak Yum
  - Phnom Krom
- Roluos (Hariharalaya), a 10 kilómetros al sudeste
  - Bakong
  - Lolei
  - Preah Ko
- En el sitio de Iśvarapura, a 20 kilómetros al noreste
  - Banteay Srei